# Lotte Michailova
Lotte Michailova (* 27. November 1925 als Lotte Herz in Pernik/Bulgarien; † 12. November 2014 in Cölbe) war eine bulgarische Fotografin.

## Leben
Lotte Herz wurde am 27. November 1925 in Pernik/Bulgarien geboren. Ihre Mutter war die Bulgarin Mara Zanewa, ihr Vater der Deutsche Anton Herz, der als Bergingenieur in Bulgarien tätig war. Lotte Herz besuchte die deutsche Schule St. Maria in Sofia, die sie 1946 mit dem Abitur verließ. 1952 heiratete sie Anastas Michailow Atanassow, Professor für Theaterkunst in Sofia. Der Sohn Mihail Atanassow wurde 1953 geboren. 
Von 1946 bis 1952 war Lotte Michailova als Fotografin in der Fotoabteilung der Großgemeinde Sofia angestellt. Sie professionalisierte ihr fotografisches Können durch Kurse für Film- und Fototechnik sowie Wissenschaftsfotografie beim bulgarischen Filmstudio. 1952–1970 fotografierte sie die Entstehung von 20 Spielfilmen als Stand- und Werbefotografin beim bulgarischen Film. 1970–1983 war sie als Fotoredakteurin für den Bereich „künstlerische Fotografie“ in der Abteilung „Interfoto“ an der Sofia-Presse Agentur (ASF) tätig. 
Neben der abhängigen Beschäftigung als Fotografin beteiligte sich Lotte Michailova mit ihren nicht auftragsgebundenen Fotografien an zahlreichen Ausstellungen und Wettbewerben. 44 Preise erhielt sie für ihre Fotografien auf nationalen wie internationalen Fotowettbewerben. 
1999, nach dem Tod ihres Mannes, übersiedelte Lotte Michailova nach Marburg, wo ihr Sohn eine Gastprofessur an der Philipps-Universität innehatte. Sie wohnte im Stadtviertel Richtsberg, engagierte sich in der Stadtteilgemeinde, dokumentierte mit der Kamera ihr Lebensumfeld und gab Fotokurse für Anfänger.

## Werk (Auswahl)
- Lotte Michailova: Wurzeln, Sofia 1999 (Bildband).
- Der fotografische Nachlass aus den bulgarischen Jahren befindet sich zum großen Teil im Museum für Photographie, Braunschweig. Ein weiterer Teil befindet sich im Besitz ihres Sohnes Mihail Atanasov, der auch die Fotografien aus der Frühzeit und aus den Marburger Jahren bewahrt.

## Auszeichnungen (Auswahl)
- 1963 Goldmedaille – Zweite Nationale Ausstellung der künstlerischen Fotografie
- 1964 Grand Prix für Filmfotografie und 1. Preis für Stand- und Reklamefotografie auf dem internationalen Filmfestival Karlsbad (Karlovy Vary)
- 1973 Goldmedaille des Bayrischen Landtages für das Beste Landschaftsbild und Goldmedaille für die Beste Gesamtleistung in schwarz-weiß als Einzelaussteller auf der Internationalen Herrschinger Fotowoche
- 2000 Ehrenurkunde für ihren außergewöhnlichen Beitrag zur Entwicklung der Fotografie in Bulgarien der Fotografischen Akademie/Sofia
- 2005 Auszeichnung für ihr Lebenswerk durch die Fotografische Akademie/Sofia
- 2011 Historisches Stadtsiegel der Stadt Marburg für ihr soziales Engagement und ihre künstlerische Arbeit.

## Mitgliedschaften
Lotte Michailova war Mitglied der Fotografischen Akademie in Sofia sowie der Fédération Internationale de l’Art Photographique.